# Ринськ
Ринськ (пол. Ryńsk, нім. Rheinsberg) — село в Польщі, у гміні Ринськ Вомбжезького повіту Куявсько-Поморського воєводства.
Населення — 746 осіб (2011).
У 1975-1998 роках село належало до Торунського воєводства.

## Демографія
Демографічна структура станом на 31 березня 2011 року:
|          | Загалом | Допрацездатний вік | Працездатний вік | Постпрацездатний вік |
| -------- | ------- | ------------------ | ---------------- | -------------------- |
| Чоловіки | 369     | 94                 | 242              | 33                   |
| Жінки    | 377     | 80                 | 220              | 77                   |
| Разом    | 746     | 174                | 462              | 110                  |